# Corporate Sector Purchase Programme
Le Corporate Sector Purchase Programme (CSPP) est un programme de politique monétaire de type non conventionnel lancé par la Banque centrale européenne en juin 2016 afin de lutter contre le risque de déflation en zone euro. Il fait partie de la famille des politiques monétaires non conventionnelles et appartient au programme plus général d'Asset Purchase Programme de la BCE. Il consiste en des rachats massifs d'obligations privées.

## Contenu
Le Corporate Sector Purchase Programme est un programme d'achat d'obligations privées sur les marchés secondaires. Les banques centrales de la zone euro qui ont été choisies par la BCE peuvent acheter des obligations libellées en euro, qui ne sont issues de sociétés non financières.

## Historique

### Lutte anti-déflationniste au début des années 2010
La Banque centrale européenne décide, au début des années 2010, de lancer des programmes d'assouplissement quantitatif afin d'éviter à la zone euro de tomber dans une situation de déflation. En 2016, la banque centrale décide d'ajouter un volet à son Asset Purchase Programme, afin de cibler les obligations privées. Ainsi, en juin 2016, la Banque centrale européenne lance une vaste opération d'achats d'obligations privées sur les marchés obligataires. L'opération prend fin en décembre 2018, avec un montant total d'achats de 178 milliards d'euros (1,5% du PIB de la zone).

### Cessation provisoire et relance pendant la crise de la Covid-19
La BCE relance le programme en novembre 2019 et l'approfondit du fait de la crise économique relative au Covid-19. En mars 2020, la BCE décide d'une enveloppe supplémentaire de 120 milliards pour l'année. Le Pandemic Emergency Purchase Programme, doté d'une enveloppe de 750 milliards, prend en partie le relais en mars 2020, en élargissant les critères de sélection des obligations privées achetables par les banques centrales. 
En 2021, la Banque centrale européenne annonce une réforme du programme CSP. Il est à partir d'octobre 2022 soumis à des exigences environnementales : les revenus du programme engrangés par la banque centrale ne peuvent plus être réinvestis que dans des entreprises climatiquement vertueuses.

## Effets

### Chute du coût de financement des entreprises
Le programme CSPP a eu pour effet une chute des taux d'intérêt payés par les entreprises. Cela a ainsi permis de faciliter leur financement et de stimuler leur production. 

### Croissance du marché obligataire
En retour, la baisse des taux d'intérêt a entraîné une augmentation de l'émission d'obligations sur le marché obligataire. Cela a contribué à la croissance du marché obligataire européen depuis la crise de 2008.